# 조약골
조약골(가명, 1973년 ~ )는 대한민국의 아나키즘 운동가이며 돕헤드(dopehead)라는 이름으로 활동하기도 하였다. 대추리, 새만금, 강정마을 등에서 반정부 활동을 벌였으며, 대안 생리대를 제작하는 일에도 참여하였다. 솔로 앨범을 냈으며, 밴드 여고생해방전선 등에서 활동했었다.